# Johann Friedrich Schaarschmidt
Johann Friedrich Schaarschmidt (* 1754 in Schneeberg (Erzgebirge); † 17. April 1813) war ein deutscher Pädagoge und Autor.

## Leben
Nach Schulbesuch und Studium an der Universität Leipzig wurde Schaarschmidt 1785 Konrektor und 1793 Rektor in Guben. 1796 folgte er dem Ruf zurück in seine Geburtsstadt Schneeberg im Erzgebirge, wo er das Amt des Schulrektors übernahm und bis zu seinem Tod 1813 im Amt blieb. Als Pädagoge publizierte er vor allem über Erziehungs- und Unterrichtsfragen.

## Veröffentlichungen
- Nachrichten von den Lektionen des zweiten Lehrsaals der Schule zu Guben. Guben 1791.
- Von dem einer allgemeinen Teilnahme oben so würdigen als bedürftigen Geschäfte eines Schulmannes. 1. Teil. Guben 1793.
- Einige Gedanken über die Disziplin auf gelehrten oder sogenannten lateinischen Stadtschulen mit Rücksicht auf das Lyceum zu Guben. Guben 1793.
- Einige Gedanken über die Disziplin. 2. Teil. Guben 1794.
- Quaestio de loco Herodoti lib. I. cap. 23 J 24. Guben 1795.
- Gedanken über die Teilnahme der Eltern an der Bildung ihrer Kinder in öffentlichen Schulen. Guben 1796.
- Was muss die öffentliche Schule zu Schneeberg sein und leisten, um ihre Bestimmung zu erfüllen? Schneeberg 1797.
- Rede von einigen Aufmunterungen unseres Zeitalters für den Schulmann. Schneeberg 1797.
- Niso Virgilii Diomedem Homeri laudibus superante sive super loco Aeneid. lib. IX. v. 176–445, comparato cum Iliad. lib X. Schneeberg 1798.
- De soladitatibus Romanorum, in primis iis, quae, sacris ideae Magnae metris acceptis, sunt constitutae. Schneeberg 1800.
- Cur Mecurius ab Homero dicatur in bello Trojano studuisse Graecorum caussae? Schneeberg 1802.
- De propositio libri Ciceronis de oratore. Schneeberg 1804.
- Num signa in Achillis clypleo ab Homero descripto sint otiosa atque ab illius herois persona et Iliadis argumento aliena? Schneeberg 1805.
- Laudes, quibus Cicero de orat. II. cap. IX historiam commendatam voluit, quaenam et quales sint? Schneeberg 1806.
- Quid Plutarchus vitis illustrium virorum comparandis spectaverit, quaestio, qua ad lustrationem juventutispublicam – in schola Schneebergensis celebrandam invitat. Schneeberg 1808.
- Soll die Jugend in den Gelehrtenschulen noch zur Kirche angehalten werden? Und wie? Schneeberg 1811.
- Sokratis Daemoniam per tot hominibus doctis examinatam quidet quale fuerint, num tantum constat? Quaestio. Schneeberg 1812.